# 邁爾維普夫爾山
47°46′1″N 14°22′25″E / 47.76694°N 14.37361°E

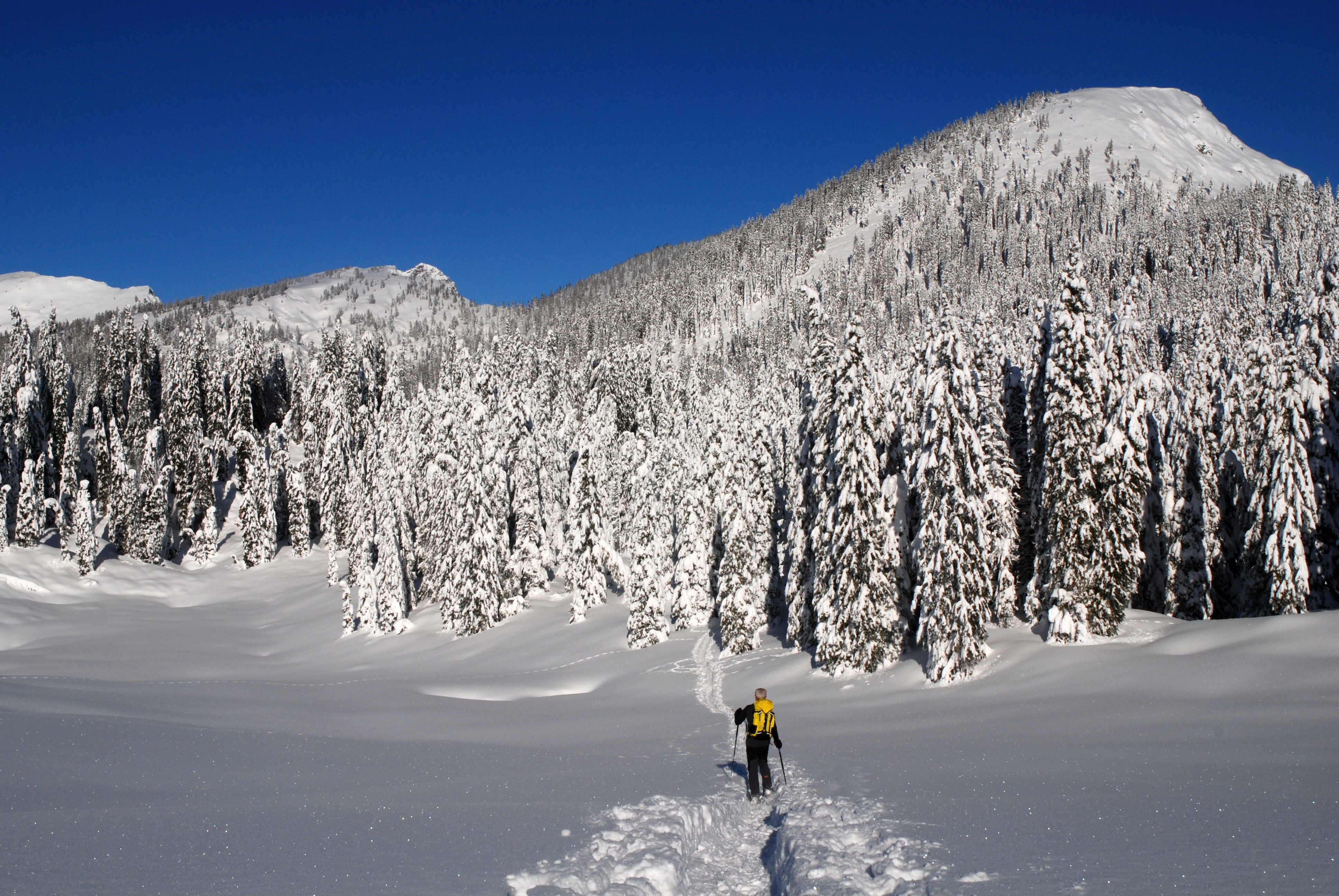

邁爾維普夫爾山（德語：Mayrwipfl），是奧地利的山峰，位於該國北部，由上奧地利州負責管轄，屬於上奧地利前阿爾卑斯山脈的一部分，海拔高度1,725米。